# Waterbury (Connecticut)
Waterbury je město v okresu New Haven County ve státě Connecticut ve Spojených státech amerických. Nachází se 53 kilometrů jihozápadně od Hartfordu a 124 kilometrů severovýchodně od New Yorku. Po městě New Haven je Waterbury druhé největší město v okresu New Haven, přičemž Waterbury je zároveň 5. největším městem v Connecticutu. Ve Spojených státech je pak Waterbury 258. nejlidnatějším městem.
K roku 2020 zde žilo 114 403 obyvatel. S celkovou rozlohou 75 km² byla hustota zalidnění 833 obyvatel na km². Město bylo původně obýváno domorodými obyvateli. V roce 1854 byla ve městě založena společnost Timex. V roce 1962 byla severovýchodní část města zničena tornádem.